# Heliosciurus mutabilis
Heliosciurus mutabilis је сисар из реда глодара и породице веверица (Sciuridae).

## Распрострањење
Ареал врсте је ограничен на мањи број држава. Врста је присутна у Замбији, Зимбабвеу, Мозамбику, Танзанији и Малавију.

## Станиште
Станишта врсте су шуме и речни екосистеми.

## Угроженост
Ова врста није угрожена, и наведена је као последња брига јер има широко распрострањење.